# Couronne amonienne

Amon portant la couronne amonienne

La couronne amonienne est l’attribut spécifique du dieu Amon et de toutes ses formes dérivées.
C’est une couronne plate, de couleur généralement rouge, parfois jaune, surmontée de deux plumes droites au sommet arrondi.

## Couronnes de l'Égypte antique
- Couronne Atef,
- Couronne blanche Hedjet,
- Couronne bleue Khépresh,
- Couronne Hemhem,
- Couronne Hénou,
- Couronne rouge Decheret,
- Couronne Ourerèt,
- Couronne Tjèni,
- Bandeau Seshed,
- Coiffe Némès,
- Double couronne Pschent.